# ستيفن مور (لاعب اتحاد الرغبي)
ستيفن مور (بالإنجليزية: Stephen Moore)‏ هو لاعب اتحاد الرغبي أسترالي، ولد في 20 يناير 1983 في خميس مشيط في السعودية.

## وصلات خارجية
- ستيفن مور عل موقع إسبنسكروم (الإنجليزية)
- ستيفن مور على موقع ItsRugby.co.uk (الإنجليزية)